# Gibbous – A Cthulhu Adventure
Gibbous – A Cthulhu Adventure ist ein Point-and-Click-Adventure, das vom rumänischen Entwickler Stuck In Attic für Windows, MacOS, Linux und Nintendo Switch entwickelt und veröffentlicht wurde. Es erschien im August 2019 auf den digitalen Distributionsplattformen Steam und GOG.

## Handlung
Detective Don R. Ketype wird beauftragt, das Necronomicon zu finden und zurückzubringen, das sich in der miskatonischen Bibliothek in Darkham befinden soll. Allerdings läuft das nicht ganz nach Plan. Don wird von einem seltsamen Kult entführt und der Bibliothekar, Buzz Kerwan, stolpert selbst über das böse Buch. Nachdem er seine Katze Kitteh versehentlich zum Sprechen bringt, indem er einen Zauber aus dem Buch spricht, macht er sich daran, die Auswirkungen umzukehren. Im Laufe des Spiels arbeiten die drei Protagonisten zusammen und reisen zu verschiedenen Orten, um die Geheimnisse des Necronomicons und der verschiedenen Kulte zu lösen.

### Charaktere

#### Protagonisten
- Buzz Kerwan (gesprochen von Liviu Boar)

Er ist Bibliothekar und arbeitet in der miskatonischen Bibliothek in Darkham. Er ist etwas albern und ein durchschnittlicher Kerl, der über das Necronomicon stolpert und in eine kosmische Handlung hineingezogen wird.
- Don R. Ketype (gesprochen von Don Thacker)

Er ist ein Detektiv, der beauftragt wurde, das Necronomicon zu finden. Als er Buzz trifft, wird er in eine Welt voller Kulte und kosmischer Handlungsstränge entführt.
- Kitteh (gesprochen von Lindsay Peck)

Sie ist Buzz’ Katze und spricht jetzt, nachdem er einen Zauber aus dem Necronomicon gesprochen hat. Sie ist sehr zynisch und sarkastisch, hilft Buzz aber trotzdem, wenn er Hilfe braucht.

#### Nebencharaktere
- Der Metzger (gesprochen von Doug Cockle)

Er ist der Antagonist des Spiels, der in der Stadt Fischmaul etwas Böses plant.
- Barnabas Busara (gesprochen von Josef Gagnier)

Er ist ein mysteriöser Mann auf der Suche nach Bob Olmstein.
- Peace Busara (gesprochen von Anairis Quinones)

Sie ist die Tochter von Barnabas.
- Bob Olmstein

Ein mysteriöses Wesen, das für jede Person anders erscheinen mag oder das überhaupt nicht erkannt wird.

## Spielprinzip und Technik
Der Spieler übernimmt in jedem der sieben Kapitel die Kontrolle über einen von drei Protagonisten. Um voranzukommen, muss der Spieler Gegenstände einsammeln und mit anderen Charakteren sprechen, um Rätsel zu lösen. Wenn der Spieler als Buzz Kerwan spielt, kann er seine Katze Kitteh benutzen, um bestimmte Rätsel zu lösen oder sie um Rat bitten, was als Hinweissystem im Spiel fungiert. Wenn der Spieler als Don R. Ketype spielt, kann er Hinweise in seinem Tagebuch finden. Einige Schlüsselszenen im Spiel werden als animierte Zwischensequenzen dargestellt, die über das Hauptmenü erneut angesehen werden können. Der Spieler kann per Tastendruck auch alle Hotspots in jeder Szene hervorheben oder hereinzoomen.

## Produktionsnotizen
Das Spiel wurde von einem kleinen Team aus drei Mitgliedern aus dem rumänischen Târgu Mureș entwickelt. Im Jahr 2016 wurde das Spiel durch eine Crowdfunding-Kampagne auf der Plattform Kickstarter finanziert. Das Ziel von 39.270 CHF wurde übertroffen und eine Gesamtsumme von 53.862 CHF von fast 2.000 Unterstützern erreicht. Das Spiel ist vom Cthulhu-Mythos des amerikanischen Schriftstellers H. P. Lovecraft sowie von LucasArts-Adventures aus den 1990er-Jahren inspiriert, während der Grafikstil von Disney-Filmen und Studio-Ghibli-Werken beeinflusst wurde. Es wurde in zwölf Sprachen übersetzt, die bereits bei der Veröffentlichung zur Verfügung standen. Die deutsche Übersetzung stammt von Marcel Weyers. Das Spiel hat außerdem über 70 englischsprachige Sprecher für die Synchronisation des Spiels, darunter Doug Cockle und Amber Lee Connors.
Gibbous wurde im August 2019 auf Steam und GOG veröffentlicht. Eine Portierung für die Spielkonsole Nintendo Switch folgte im Oktober 2020.

### Soundtrack
Der „Gibbous – A Cthulhu Adventure Original Soundtrack“ wurde von Liviu Boar und Cami Cuibus komponiert. Der Soundtrack wurde mit Live-Instrumenten aufgenommen und enthält 27 Titel mit insgesamt zwei Stunden und neun Minuten Originalmusik und ist im MP3- und FLAC-Format erhältlich. Eine Kopie des Soundtracks ist in der Deluxe-Version des Spiels enthalten, kann aber auch als kostenpflichtiger Zusatzinhalt erworben werden.
1. Gibbous Main Theme [03:49]
2. Darker Deeds [5:19]
3. Miskatonic Library [5:45]
4. Lemon's Secret [7:11]
5. Streets of Darkham [6:59]
6. The Ketype Shuffle [2:39]
7. Voodoo Business [2:47]
8. Detention Dirge [7:40]
9. Starry Knowledge [2:44]
10. The Fishmouth Waltz, part 1 [3:00]
11. The Harbor [5:23]
12. The Fishmouth Waltz, part 2 [4:43]
13. Do the Dagon [5:06]
14. Ciuleandra [6:23]
15. The Inn [4:22]
16. Corvinus [3:11]
17. Blestem [7:31]
18. Intuneric [6:39]
19. Lugubrious Lament [6:24]
20. Gumshoe Gumption [4:49]
21. The Festival [2:07]
22. The Puppet Master [4:25]
23. Don After Dark [5:28]
24. Non-Euclidean [3:11]
25. The Butcher's Theme [6:21]
26. Gibbous Main Theme Reprise (Time to Rock 'n Roll) [2:13]
27. Rap Battle feat. Vlad Dobrescu (Bonus Track) [3:36]

### Fortsetzung
Im Juli 2021 kündigte Stuck in Attic ein neues Spiel mit dem Titel Near-Mage an, das im selben Universum namens Kittehverse angesiedelt ist. Obwohl es sich nicht um eine direkte Fortsetzung handelt, knüpft das Spiel an Erzählstränge aus Gibbous an und enthält Charaktere, die bereits im ersten Spiel aufgetreten sind. Der Spieler übernimmt die Kontrolle über Illy Vraja, die das transsilvanische Institut für Magie besucht und lernt, wie man Zaubersprüche anwendet und Tränke braut, um den Charakteren im Institut, in der realen Stadt Sighișoara und in der mythischen Stadt Rakus zu helfen. Im August 2021 starteten sie eine Kickstarter-Kampagne, um die Entwicklung zu finanzieren. Das Finanzierungsziel von 25.250 € wurde in weniger als 24 Stunden übertroffen. Das Spiel erschien am 27. Mai 2025.

## Rezeption
Auf Metacritic, einem Review-Aggregator, hat die PC-Version eine Bewertung von 74/100, basierend auf 14 Reviews, die die Seite als „allgemein positive Bewertungen“ kategorisiert.
Teodor Nechita von Softpedia gab 4 von 5 Sternen und verglich die Atmosphäre des Spiels mit Tim Burton. In der Rezension hieß es: „Alles in allem ist Gibbous - A Cthulhu Adventure ein Spiel, das kein selbsternannter Point-and-Click-Fan verpassen sollte, da es definitiv einen Platz in deiner Spielebibliothek, deiner Comedy-Filmsammlung und schließlich deinem Herzen finden wird.“
Joe Keeley von Adventure Gamers gab 3 von 5 Sternen, lobte das Grafikdesign und die Animation, den Sinn für Humor, die Synchronisierung von zwei der drei Hauptfiguren und die Rätsel, kritisierte aber die verworrene Geschichte, den manchmal unnatürlichen Dialog, die kratzende Stimme der dritten Hauptfigur und die einiger Nebenfiguren und das unbefriedigende Ende. Er sagte: „Gibbous: Ein Cthulhu Adventure sieht fantastisch aus und wird dich zum Lachen bringen, aber seine Unfähigkeit, eine zusammenhängende Geschichte zu erzählen, verhindert, dass dieses kosmische Horrorabenteuer sein reichhaltiges Potenzial voll ausschöpft.“
GamersGlobal schrieb über das Spiel: „In den knapp acht Stunden Spielzeit hatte ich viel Spaß und war stets gut unterhalten. An das Mehrfach-Anschauen hatte ich mich schnell gewöhnt und immer wieder gerne die kreativen Sprüche angehört. Definitiv eine Empfehlung an alle Adventure-Fans.“
Adventure Corner vergab eine Wertung von 82 von 100 und schrieb: „Wer Humor und Cthulhu liebt, der ist bei 'Gibbous', trotz so mancher Kritikpunkte, an der richtigen Adresse. Und selbst wer mit Lovecraft wenig am Hut hat, der könnte damit gut unterhalten werden, zumal die Anspielungen sich nicht nur darauf beschränken. In Sachen Humor zählt es wahrscheinlich zu den besten Point&Click-Adventures der letzten Jahre.“
MDE Gaming lobte die Story, das Rätseldesign und den roten Faden und schrieb: „Besonders hervorheben möchte ich das grandiose Design der Rätsel und den absolut genialen Spielfluss, so muss ein Adventure im Jahre 2019 aussehen. Großartig was zum Jammern können wir bei diesem Spiel nicht finden, Genre-Fans können mit einem Kauf absolut nichts falsch machen.“
Im August 2019 nannte GameStar das Spiel einen Geheimtipp.